# Xung đột đảo Tuzla 2003
Xung đột đảo Tuzla 2003 là một cuộc khủng hoảng trong quan hệ Nga – Ukraina vào cuối năm 2003 do tranh chấp quyền sở hữu đảo Tuzla và việc Nga xây dựng một con đập trên eo biển Kerch nối tới đảo Tuzla. Tranh chấp làm dấy lên lo ngại về một cuộc đối đầu vũ trang.

## Bối cảnh
Đảo Tuzla là một đảo cát nằm ngoài khơi bán đảo Krym. Đảo trước đây là một eo đất nối liền trên bộ với vùng Kuban của Nga, nhưng đã bị một cơn bão lớn ngăn cách với vùng này vào năm 1925. Năm 1941, đảo được chuyển giao cho CHXHCNXV tự trị Krym. Năm 1954, đảo Tuzla được chuyển giao cho CHXHCNXV Ukraina, cùng với phần còn lại của tỉnh Krym.
Hòn đảo là nơi sinh sống của hàng chục gia đình ngư dân Ukraina, cùng với một số khách sạn.
Nga công nhận chủ quyền của Ukraina đối với Krym vào năm 1997, nhưng tình trạng của đảo Tuzla vẫn chưa được giải quyết và vẫn là một điểm nhức nhối trong quan hệ Nga-Ukraina. Thống đốc vùng Krasnodar vào thời điểm đó là Alexksandr Tkachyov tuyên bố "...Tôi nghĩ rằng đây là vùng đất đã tắm trong máu của người Cossack, và do đó nó là vùng đất thiêng liêng của chúng tôi", tuyên bố đảo là một phần của Nga. Tkachyov sau đó đã gặp phó phát ngôn viên của Duma Nga là Vladimir Zhirinovsky, Zhirinovsky tuyên bố rằng phần lớn Duma ủng hộ yêu sách của Nga đối với đảo Tuzla.
Việc kiểm soát hòn đảo sẽ mang lại cho một trong hai quốc gia nhiều quyền kiểm soát đối với tàu thuyền đến biển Azov, và vì lý do này nó được cho là ưu tiên của chính phủ Ukraina.

## Sự kiện
Ngày 9 tháng 9 năm 2003, chính quyền Nga bắt đầu xây dựng một con đập từ bán đảo Taman về phía đảo Tuzla, với một số nhà hoạt động người Cossack Kuban đi theo các công nhân xây dựng. Vẫn còn tranh cãi về thực thể nào tại Nga đã bắt đầu việc xây dựng, một phiên bản cho rằng người Cossack Kuban địa phương đã bắt đầu xây dựng để quản lý dòng nước mặn đến vịnh Taman do các vấn đề nuôi cá và xói mòn. Tờ báo "Zerkalo nedeli" tại Kyiv phản bác tuyên bố này, thay vào đó cho rằng đây là nỗ lực của một số doanh nhân địa phương và chính trị gia Ukraina Leonid Hrach nhằm thuyết phục Ukraina và Nga xây dựng một cầu bắc qua eo biển Kerch. Ukraina cáo buộc Nga âm mưu sáp nhập đảo, nếu hoàn thành việc kết nối đập sẽ biến Tuzla từ một hòn đảo của Ukraine thành mũi đất của đại lục Nga và trao cho Nga quyền kiểm soát luồng hàng hải của eo biển. Nga bác bỏ tuyên bố này, nói rằng họ chỉ đang cố gắng chống lại tác động của xói mòn trên bán đảo Taman. Ukraina phản ứng bằng cách đóng quân trên đảo Tuzla.
Chính phủ Ukraina đã phản ứng bằng cách triển khai thêm lực lượng biên phòng trên đảo, Thủ tướng lúc này là Viktor Yanukovych tuyên bố "Tuzla là một phần không thể tách rời của lãnh thổ Ukraina". Phó Thủ tướng Mykola Azarov sau đó tuyên bố rằng chính phủ Ukraina sẽ chi "bất cứ số tiền nào cần thiết" để bảo vệ lợi ích quốc gia của mình sau khi phân bổ 5,5 triệu hryvnia để tăng cường an ninh biên giới trên đảo Tuzla.
Vào ngày 21 tháng 10 năm 2003, Cục Biên phòng Ukraina bắt giữ tàu kéo Truzhenik của Nga, cho rằng nó vượt biên giới. Vào ngày 23 tháng 10 năm 2003, Verkhovna Rada ban hành nghị quyết "loại bỏ mối đe dọa đối với sự toàn vẹn lãnh thổ của Ukraina xuất hiện do kết quả của việc Liên bang Nga xây dựng đập tại eo biển Kerch". Một ủy ban quốc hội đặc biệt lâm thời đã được thành lập để điều tra vụ việc kỹ lưỡng hơn.
Vào ngày 30–31 tháng 10 năm 2003, các cuộc đàm phán bắt đầu giữa Ukraina và Nga nhằm xoa dịu cuộc khủng hoảng. Tổng thống Kuchma kết thúc cuộc đối đầu thông qua một thỏa hiệp không được tuyên bố, chấp nhận các điều khoản bất lợi cho Ukraina và chính quyền Nga ngừng xây dựng con đập và chấp nhận tính tiếp tục về chủ quyền của Ukraina đối với luồng hàng hải của eo biển.

## Hậu quả
Vụ việc làm tổn hại danh tiếng của Leonid Kuchma trong nước, vì ông bị buộc tội cố gắng kiểm soát các phương tiện truyền thông Ukraina đưa tin về sự kiện này.
Truzhenik sau đó được trao lại cho chính quyền Nga khi căng thẳng hạ nhiệt.
Sau cuộc xung đột năm 2003, Hội đồng Tối cao Krym ra lệnh thành lập một khu định cư mới trên đảo, nhưng chính quyền thành phố Kerch từ chối cho phép.
Tranh chấp về quyền đi qua được giải quyết bằng một thỏa thuận song phương năm 2003 về hợp tác sử dụng biển Azov và eo biển Kerch, khiến các vùng nước này là nội thủy của cả hai nước.
Đảo nằm dưới quyền kiểm soát hoàn toàn của Nga sau khi Nga sáp nhập Krym năm 2014 và một phần của cầu qua eo biển Kerch được xây dựng trên đảo.